# Nova Xavantina
Nova Xavantina es un municipio brasilero del estado de Mato Grosso. 

## Historia
Las primeras noticias de la región que hoy compone Nova Xavantina vienen de mediados del siglo XVII. Bartolomeu Bueno da Silva, el Anhanguera, y Pires de Campos recorrieron el área en torno a 1660, capturando indios para después venderlos como esclavos.
Estas expediciones fueron responsables del surgimiento de la leyenda de la Sierra de los Martírios, un lugar fantástico identificado por formaciones geográficas que recordaban los martírios de Cristo, donde habría mucho oro en superficie. El lugar descrito por los exploradores nunca fue encontrado, pero rápidamente surgieron pequeñas villas garimpeiras, como la de Araés, a lo largo del Río de las Muertes.

## Geografía
Se localiza a una latitud 14º40'24" sur y a una longitud 52º21'11" oeste, estando a una altitud de 275 metros. Su población estimada en 2004 era de 17.485 habitantes.
Nova Xavantina está situada en una región de rara belleza natural, se encuentra en una posición estratégica para el turismo rodeada por la Sierra del Roncador entre la ciudad de Barra do Garças y Nova Xavantina, la ciudad es cortada por el Río de las Muertes o también llamado en su naciente Río Manso, la ciudad posee cerca de 20.000 habitantes según el censo realizado en 2004 y su principal actividad es la agropecuaria.